# Grant Ross
Grant Ross (Port Elizabeth, 3 aprile 1986) è un attore sudafricano.

## Biografia
Grant Ross è nato a Port Elizabeth, in Sudafrica, dove ha maturato le sue prime esperienze recitative prendendo parte a diversi spettacoli teatrali scolastici sin dalle elementari, per poi conseguire una laurea in arti visive alla AFDA Film School di Città del Capo. Nel 2005, Ross ha fatto il suo debutto televisivo in un episodio della miniserie Il triangolo delle Bermude, cui fanno seguito il film TV Lusitania: Murder on the Atlantic, la pellicola Doomsday - Il giorno del giudizio e il cortometraggio Jack of Hearts, per il quale è stato premiato al 48 Hour Film Project il 19 ottobre 2013. Nel 2018 compare in un ruolo ricorrente nella serie televisiva Ice, mentre nell'anno successivo è apparso in due episodi di Warrior. Nell'agosto 2022, è stato annunciato il suo ingresso nel cast della serie Netflix One Piece nel ruolo di Genzo, la figura paterna di Nami, interpretata da Emily Rudd.

## Vita privata
Il 10 dicembre 2011 Ross ha sposato la compagna Anchel, con la quale ha avuto due figli.

## Filmografia

### Cinema
- Doomsday - Il giorno del giudizio (Doomsday), regia di Neil Marshall (2008)
- Safari, regia di Olivier Baroux (2009)
- Erf 486, regia di Deryck Broom - cortometraggio (2012)
- Action, regia di Anil Sunkara (2013)
- Jack of Hearts, regia di Deryck Broom - cortometraggio (2013)
- Skywatch: The Duster of Doom, regia di John DeVries - cortometraggio (2014)
- The Final Blow, regia di Deryck Broom - cortometraggio (2014)
- A Case of the Shanks, regia di Deryck Broom - cortometraggio (2015)
- Bleeding Gospel, regia di Jacques Brown e Stanley Kisuh - cortometraggio (2015)
- Champ, regia di Michael Bundred - cortometraggio (2015)
- Unforgettable, Crazy Me, regia di Deryck Broom - cortometraggio (2016)
- Getaway, regia di Michael Bundred - cortometraggio (2016)
- Bypass, regia di Shane Vermooten (2017)
- The Last Days of American Crime, regia di Olivier Megaton (2020)
- The Kissing Booth 2, regia di Vince Marcello (2020)
- Black Beauty - Autobiografia di un cavallo (Black Beauty), regia di Ashley Avis (2021)
- Evade, regia di David Jose Ferreira - cortometraggio (2016)
- Baffled! A Spy's Tail, regia di Chris van Rensburg - cortometraggio (2023)
- Codice: cacciatore (Heart of the Hunter), regia di Mandla Dube (2024)
- Invasive, regia di Jem Garrard (2024)

### Televisione
- Il triangolo delle Bermude (The Triangle) - miniserie TV, episodio 1x01 (2005)
- Lusitania: Murder on the Atlantic, regia di Christopher Spencer - film TV (2007)
- Unexplained Files - serie TV, 2 episodi (2013-2014)
- Saf3 - serie TV, episodio 1x14 (2014)
- Grzimek, regia di Roland Suso Richter - film TV (2015)
- No Man Left Behind - miniserie TV, puntata 1x04 (2016)
- Killer Instinct with Chris Hansen - serie TV, 2 episodi (2016-2017)
- Dating Game Killer, regia di Peter Medak - film TV (2017)
- American Monster - serie TV, 3 episodi (2017-2019)
- Troy - La caduta di Troia (Troy: Fall of a City) - serie TV, episodio 1x03 (2018)
- Ice - serie TV, 4 episodi (2018)
- Warrior - serie TV, 2 episodi (2019)
- Grant - miniserie TV, episodio 1x01 (2020)
- Abraham Lincoln - miniserie TV, puntata 1x0 (2022)
- One Piece - serie TV, 2 episodi (2023)
- Catch Me A Killer - serie TV, 4 episodi (2024)
- The Morning After - serie TV, episodio 1x02 (2024)
- Summertide - serie TV, 13 episodi (2024-2025)

## Doppiatori italiani
Nelle versioni in italiano delle opere in cui ha recitato, Grant Ross è stato doppiato da:
- Stefano Thermes in One Piece